# Marcela Roggeri
Marcela Roggeri, née à Buenos Aires, est une pianiste classique argentine.

## Biographie
Née à Buenos Aires, Marcela Roggeri grandit dans l'ambiance musicale traditionnelle du tango. Elle commence à étudier avec Ana Gelber puis auprès de Bruno Leonardo Gelber. À l'âge de vingt-trois ans, elle effectue une tournée en Argentine et d’autres pays d’Amérique latine, avant de se rendre en Europe (Allemagne, Italie et France) où elle se produit dans des concerts en duo avec Bruno Leonardo Gelber. Elle s’installe ensuite à Paris afin de perfectionner sa formation musicale.
En 1992, elle part à Singapour où elle enseigne des master classes pendant deux ans tout en donnant de nombreux récitals et concerts sous la direction de chefs tels que Rafael Fruhbeck de Burgos, James Judd, George Pehlivanian, Kasper de Roo, Kyung Soo Wong, Mario Benzecri, Simon Blech, Pedro I. Calderon, Carlos Giraudo, Juan Carlos Zorzi ; avec des orchestres réputés comme le Buenos Aires Philharmonic, Florida Philharmonic, l'Orchestre philharmonique de Montpellier, Bohemian Pardubice Chamber Philharmonic, Dortmund Philharmonic et European Camerata. En 2000, Marcela Roggeri donne un concert au Wigmore Hall de Londres, accompagnée par le pianiste brésilien Marcelo Bratke. Le programme comprend notamment les pièces pour deux pianos de Gershwin, Bernstein et célèbre le 100e anniversaire de Copland, avec la présentation de leur disque « The Open Prairie » rassemblant l’intégrale des œuvres pour deux pianos d’Aaron Copland.
La critique est conquise à l'unanimité. The Independent déclare « Un concert particulièrement remarquable où les deux pianistes vivaient véritablement la musique ensemble ». Le Royal Academy Magazine écrit « Les deux interprètes ont offert au public un récital enflammé qui a presque fait danser dans les allées du Wigmore Hall ». La collaboration entre les deux artistes se poursuit alors sur deux ans, avec une série de concerts intitulés 400 ans de Musique moderne. Le piano se marie avec les percussions de l’ensemble Meninos do Morumbi, un groupe de musiciens originaires des favelas. Le succès est au rendez-vous, tant au Queen Elizabeth Hall de Londres que dans les salles de spectacles du Brésil et d’Argentine. En 2003 et 2004, le duo Roggeri-Bratke crée un autre programme appelé Trilogie de Carnaval, en lien avec l’ensemble brésilien Projet Charanga, proposant des oeuvres de Milhaud, Nazareth et Villa-Lobos. La critique est à nouveau favorable, comme celle du journal La Nación qui évoque l’un des événements artistiques majeurs de l’année 2004.
Marcela Roggeri donne également des concerts pour piano et violon, avec le violoniste Pablo Saravi, comme au Teatro Colón de Buenos Aires en 2002, dont le quotidien La Nación fait ainsi l'éloge : « Excellente impression… les deux artistes ont exprimé des moments de radiante et cristalline pureté mélodique ». Marcela Roggeri est l’invitée régulière de nombreux festivals français et étrangers, comme le Festival de Nohant, celui de Montpellier ou encore les Flâneries musicales de Reims.
En 2006, elle remporte les Victoires de la Musique, catégorie Révélation internationale de l'année.

## Discographie
En 2005, elle enregistre Erik Satie, pour le label Transart Live. Elle publie également sous ce label un disque des sonates pour clavier de Domenico Scarlatti en 2007, l’œuvre complète pour piano de Sofia Gubaidulina en 2009, Melodias argentinas de Carlos Guastavino avec Florent Héau en 2010, Fandango et sonates du Padre Antonio Soler en 2012, puis Une histoire de tango en 2016 avec Florent Héau, sans oublier Astor Piazzolla avec Magali Léger (2010).
En 2018, elle sort un nouveau CD avec Facundo Ramirez « Clásicos Y Populares »  chez Epsa Records.